# Abrunden (Fertigungsverfahren)
Abrunden ist ein Fertigungsverfahren, bei dem eine Kante eines Werkstücks mit einer Abrundung versehen wird, hauptsächlich bei Holzarbeiten. Das dabei verwendete Werkzeug ist eine Kantenfräse oder eine Oberfräse, jeweils mit entsprechendem Fräser. Das Abrunden dient dazu, vor Verletzungen zu schützen und das Einführen in andere Werkstücke zu erleichtern. 
Eine alternative Kantenbearbeitung ist das Versehen einer Kante mit einer Fase.